# Gwiazdozbiór Delfina
Delfin (łac. Delphinus, dop. Delphini, skrót Del) – niewielki, 69. co do wielkości, ale stosunkowo wyraźny gwiazdozbiór nieba północnego położony w pobliżu równika niebieskiego, na południe od konstelacji Łabędzia, pomiędzy Pegazem a Orłem. Jego gwiazdy układają się w wyskakującego z wody delfina. W Polsce jest gwiazdozbiorem nieba letniego. Niektórzy początkujący obserwatorzy mylą tę konstelację z gromadą otwartą M45, czyli Plejadami. Liczba gwiazd dostrzegalnych nieuzbrojonym okiem: około 30. Ze względu na swój czworokątny kształt cały gwiazdozbiór był niegdyś zwany Trumną Hioba. Czasami tę nazwę stosuje się do układu czterech najjaśniejszych gwiazd: Sualocin (α Del), Rotanev (β Del), Gamma Delphini (γ Del) i Delta Delphini (δ Del). Nie wiadomo kto i kiedy nadał im nazwę Trumny Hioba.

## Pochodzenie nazwy gwiazdozbioru
Konstelacja ta znana była już w starożytności. Według greckich legend gwiazdozbiór przedstawia delfina, który uratował życie poety i śpiewaka Ariona, gdy ten wyskoczył za burtę statku, ratując życie przed piratami. Delfin zaniósł Ariona na plażę, wyprzedzając statek. Piratów zaś, gdy ci dopłynęli do brzegu, pojmano i stracono. Delfin został umieszczony na niebie na pamiątkę tego wydarzenia.

Inna historia łączy gwiazdozbiór z bogiem morza Posejdonem. Zeus, Hades i Posejdon ustanowili po pokonaniu Tytanów swoje królestwa. Do Posejdona należały oceany. Kiedy już zbudował sobie pałac, zaczął rozglądać się za żoną. Pomyślał o pięćdziesięciu nimfach morskich – nereidach. Zalecał się do Amfitryty, ale ta mu nie uległa i uciekła w góry Atlas. Kolejni posłańcy próbowali ją przekonać, lecz wracali z niczym; w końcu Posejdon wysłał delfina. Poruszona szczerymi obietnicami delfina, Amfitryta uległa, wróciła do morza, została żoną Posejdona i urodziła mu wiele dzieci. Wdzięczny Posejdon wyniósł delfina do nieba

W „Mitologii” Jana Parandowskiego delfin jest przewodnikiem po podwodnym królestwie Posejdona.

## Gwiazdy Delfina
Ta wyraźnie ukształtowana konstelacja jest blada i odległa, ale gwiazdy Delfina są łatwe do zidentyfikowania. Zwarty kształt rombu jest bardzo łatwy do znalezienia. 
Najjaśniejsze gwiazdy w Delfinie mają dopiero trzecią i czwartą wielkość gwiazdową. Są to:
- Beta (β) Del (Rotanev) to najjaśniejsza gwiazda tej konstelacji. Jest gwiazdą podwójnie złożoną z sąsiadujących podolbrzymów typu F, okrążających się wzajemnie z okresem 26,6 roku. Znajdują się w odległości 97 lat świetlnych od Słońca. Jeden jest osiem, a drugi osiemnaście razy jaśniejszy niż Słońce[1].
- Alfa (α) Del (Sualocin) jest układem siedmiu gwiazd – składniki A i G są ze sobą związane fizycznie, natomiast B, C, D, E i F znajdują się jedynie w pobliżu siebie na niebie i nie są ze sobą związane fizycznie[3].
- Delta Delphini (δ1,2 Del) – gwiazda podwójna, jasność układu 3,8m
- Epsilon (ε) Del (Aldulfin), był zwany także Deneb Dulfim, co oznacza po arabsku „ogon delfina”, gdzie gwiazda ta się znajduje.
- Czwarta pod względem jasności Gamma (γ) Del to gwiazda podwójna, której składniki o zabarwieniu jasnożółtym i złotożółtym różnią się nieco jasnością; można je zobaczyć oddzielnie przez każdy teleskop[1]. Składniki położone na niebie w odległości około 10″.
- R Delphini – miryda
- EU Delphini – gwiazda zmienna półregularna o okresie ok. 60 dni (typ R CrB)

## Interesujące obiekty
Chociaż Delfin jest małym gwiazdozbiorem, można znaleźć kilka interesujących obiektów. 
- Na uwagę zasługuje gromada kulista NGC 6934. Jest to mała, dość blada i w 20-centymetrowym teleskopie zaczyna rozdzielać się na gwiazdy[1]. Położona jest niewiele ponad dwa stopnie na południe od ε Del[3].
- Gromada kulista NGC 7006 to jedna z najdalszych gromad Drogi Mlecznej. Położona jest w odległości około 135 tysięcy lat świetlnych od nas i prawie tak samo daleko od centrum Galaktyki. Potrzebny jest 20-centymetrowy teleskop, żeby zobaczyć tę gromadę jako drobną mglistą plamkę.
- NGC 6891 to mała jasna mgławica planetarna o niebieskim zabarwieniu, ledwo widoczna w 10-centymetrowym teleskopie, a dobrze widoczna w 20-centymetrowym.
- Mała podobna do klejnotu NGC 6905, znana też jako Błękitny Błysk, oglądana przez 20-centymetrowy teleskopie jawi się jako nieco większa bladoniebieska owalna mgławica planetarna z postrzępionymi brzegami. Została odkryta przez Williama Herschela w 1782[1].

## Ciekawostki
- Alfa (α) i Beta (β) Dolphini mają niezwykłe nazwy: Sualocin i Rotanev. Czytane wspak ujawniają imię – Nicolaus Venator (w wolnym tłumaczeniu – Mikołaj Myśliwy), co jest łacińską wersją imienia włoskiego astronoma Niccolò Cacciatorego (1780-1841). Był on asystentem Giuseppa Piazziego, dyrektora Obserwatorium w Palermo, na Sycylii. Cacciatore przeciwstawił się konwencji, potajemnie nazywając dwie gwiazdy swoim imieniem i nazwiskiem w katalogu gwiazd Palermo z 1814 roku. Nikt wtedy nie spostrzegł jego wybiegu. Wykrył to dużo później brytyjski astronom Thomas Webb, kiedy nazwy gwiazd już się przyjęły[2].
- Gwiazda ρ Aql w roku 1992 przekroczyła granicę z konstelacją Orła i teraz należy do Delfina. Ruch własny pozwala jej przebyć rozmiar tarczy Księżyca w ciągu ponad tysiąca lat[3].
- Gromada kulista NGC 6934 została włączona przez Patricka Moore'a do stworzonego przez niego Katalogu Caldwella, zawierającego obiekty, które miłośnik astronomii musi zobaczyć.
- 14 sierpnia 2013 japoński astronom amator Koichi Itagaki zarejestrował w konstelacji nieznaną gwiazdę o jasności 6,8m. Obserwacje spektroskopowe wykazały, że mamy do czynienia z klasyczną gwiazdą nową w początkowej fazie wybuchu. gwiazda 16 sierpnia 2013 osiągnęła maksymalną jasność 4,4m. W ten sposób trafiła na listę 30 najjaśniejszych gwiazd nowych w historii współczesnej astronomii. Potocznie nazywana jest Nową Delfina 2013, V339 Del, co oznacza, że jest 339. gwiazdą zmienną zaobserwowaną w Delfinie. Oficjalna nazwa to PNV J20233073+2046041[4]